# 오직박멸위원회
부패방지위원회(汚職撲滅委員會, 인도네시아어: Komisi Pemberantasan Korupsi (KPK), 영어:  Corruption Eradication Commission)는 부패방지에 필요한 법령, 제도 등의 개선과 정책의 수립 시행 등을 담당하는 인도네시아 공화국의 중앙행정기관이다.

## 역대 위원장

### 부패방지위원회 위원장
| 정부        | 대수 | 이름                         | 임기            | 비고 |
| ----------- | ---- | ---------------------------- | --------------- | ---- |
| 참여 정부   | 초대 | Taufiequrachman Ruki         | 2003년 ~ 2007년 |      |
| 참여 정부   | 2대  | Antasari Azhar               | 2007년 ~ 2009년 |      |
| 참여 정부   | 3대  | Tumpak Hatorangan Panggabean | 2009년 ~ 2010년 |      |
| 참여 정부   | 4대  | Busyro Muqoddas              | 2010년 ~ 2011년 |      |
| 참여 정부   | 5대  | Abraham Samad                | 2011년 ~ 2015년 |      |
| 참여 정부   | 6대  | Taufiequrachman Ruki         | 2015년          |      |
| 일하는 정부 | 7대  | Agus Rahardjo                | 2015년 ~ 2019년 |      |
| 일하는 정부 | 8대  | Firli Bahuri                 | 2019년 ~ 현재   |      |

## 같이 보기
- 염정공서
- 국가청렴위원회